# Dolichoderus tricornis
Dolichoderus tricornis är en myrart som beskrevs av Carlo Emery 1897. Dolichoderus tricornis ingår i släktet Dolichoderus och familjen myror. Inga underarter finns listade i Catalogue of Life.